# Mooiweerdag
Mooiweerdag is een term uit de weerstatistiek die door het KNMI wordt gedefinieerd als een dag met veel zon (minstens 50 procent van de tijd dat ze kan schijnen), weinig of geen neerslag (in 24 uur hooguit 0,2 millimeter) en een bovennormale temperatuur. De normale temperatuur wordt bepaald uit het etmaalgemiddelde over periodes van tien dagen, het decadegemiddelde.

## ADS-dagen
De klimatologische grenzen veranderen met de tijd van het jaar. In april voldoet een dag dus bij een lagere temperatuur aan het criterium "warm" dan bijvoorbeeld in augustus. Als norm wordt een marge aangehouden rond het gemiddelde. Voor internationaal gebruik worden mooi-weerdagen aangeduid als ADS-dagen. De "A" staat voor een temperatuur "Above normal", de "D" voor "Dry" en de "S" voor "Sunny". 

## Mooiweerdagen in cijfers
Juli en augustus bieden doorgaans de meeste dagen met mooi weer. Gemiddeld over honderd jaar tellen die zomermaanden er in De Bilt elk 7, tegen 5 in april en juni. September levert gewoonlijk 4 mooiweerdagen op, maart 3, oktober 2 en de wintermaanden gemiddeld 1 à 2. Een heel jaar biedt gemiddeld 45 dagen met mooi weer, maar in zonnige, droge en warme jaren zijn dat er natuurlijk veel meer. Het jaar 1947 scoort het fraaist met 90 mooiweerdagen. Augustus 1947 is ook de recordmaand met 24 mooie dagen. 
In de periode 1881 tot 1970 bedroeg het aantal mooiweerdagen in De Bilt gemiddeld 36 per jaar, waarvan de helft in de drie zomermaanden. Dit aantal nam toe tot gemiddeld circa 43 dagen in de laatste veertig jaar. In de afgelopen 20 jaar lag het aantal mooiweerdagen gemiddeld rond de 50 per jaar, maar door het grillige weer zijn de verschillen van jaar tot jaar groot. 

## Recente mooiweerdagen
De laatste jaren waren met name april 2009 en 2011 uitzonderlijk fraai met elk 16 mooiweerdagen. Dit is bijna drie keer zoveel als normaal. Maart 2017 had 15 mooiweerdagen tegen 3 normaal. De zomer van 2013 grossierde in mooie dagen en leverde in juni, juli en augustus 27 mooiweerdagen op. Dat is ook meer dan de zomers van 2009 (24), 2010 (18 mooie dagen), 2011 (7) en 2012 (13).
De hete zomers van 2003 en 2006 hebben achtereenvolgens 37 en 28 mooiweerdagen opgeleverd. De zomer van 2014 heeft 20 mooiweerdagen opgeleverd, de zomer van 2015 telde er 26 waarvan 6 in juni, 10 in juli en 10 in augustus.